# Cliffie Stone
Cliffie Stone (* 1. März 1917 in Stockton, Kalifornien, als Clifford Gylpin Snyder; † 17. Januar 1998) war ein US-amerikanischer Country-Musiker, Moderator und Produzent. Stone gilt als eine der einflussreichsten Persönlichkeiten der Country-Musik und hatte großen Anteil an der Entwicklung des Country an der Westküste der USA.

## Leben

### Kindheit und Jugend
Stone wurde 1917 in Stockton geboren, wuchs aber in Burbank, Kalifornien, auf. Seine Eltern waren Nina Belle und Clifford H. Snyder, der besser als Banjo-spielender Komiker Herman the Hermit bekannt ist. Während der High School spielte Stone Baseball, schauspielerte und spielte Bass in verschiedenen Bands von Freddie Slack und Anson Weeks.

### Karriere
Bereits 1939 heiratete Cliffie Stone seine erste Frau Dorothy, mit der er insgesamt vier Kinder hatte. Als Bassist für Stuart Hamblens Show Lucky Stars startete Stone seine Karriere, doch es war seine Tätigkeit als Moderator verschiedener Radioshows, die ihn langsam berühmt machte. Schnell moderierte er zahlreiche Sendungen – zwischen 1943 und 1947 waren es pro Woche sogar 28. Als Musiker wurde Stone für den Hollywood Barn Dance und das Covered Wagon Jubilee engagiert, hatte aber seit Anfang der 1940er Jahre seine eigene Live-Show, den Dinner Bell Round-Up auf KXLA. Nachdem die Show 1944 umgezogen war, bekam sie den Namen Hometown Jamboree und war bis 1960 eine der erfolgreichsten Country-Shows des Landes. Stone konnte im Jamboree Stars wie Ferlin Husky, Johnny Cash, Porter Wagoner, Tex Ritter, Merle Travis, Lefty Frizzell, Eddy Arnold, Jim Reeves und viele weitere begrüßen.

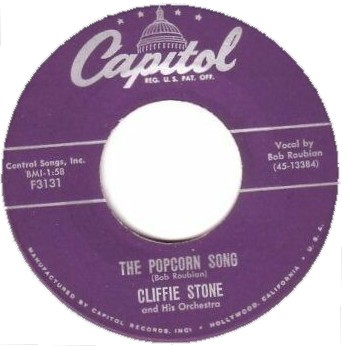
Single The Popcorn Song, 1955

1947 war Stone zum A&R-Manager von Capitol Records’ Country-Abteilung geworden. In dieser Eigenschaft entdeckte er einige der talentiertesten Country-Musiker, die Capitol jemals zu bieten hatte; unter ihnen auch Tennessee Ernie Ford, den Stone von 1947 bis 1957 auch managte, Hank Thompson und Molly Bee. Mit verschiedenen Bands spielte Stone auch regelmäßig selbst Platten ein. Sein erfolgreichster Song aus dieser Zeit dürfte wohl der Popcorn Song von 1955 sein, der Platz 14 der Popcharts erreichte. Seinen ersten Hit hatte Stone aber schon 1948 mit Peepin Through The Keyhole (Watching Jole Blon).
Als Songwriter ist Stone unter anderem an den Hits Divorce Me C.O.D., So Round, So Firm, So Fully Packed und Silver Stars, Purple Sage and Eyes of Blue beteiligt gewesen. In den späten 1940er und den 1950er Jahren lief die gesamte Countryszene der Westküste praktisch durch Cliffie Stones Hände und wurde durch ihn produziert. Er gilt damit als einer der wichtigsten und einflussreichsten Menschen in der Geschichte der Country-Musik.
In den 1960er Jahren konzentrierte Stone sich vor allem auf das Geschäft. Seine Publishing-Firma Central Songs war ausgesprochen erfolgreich und Stone hatte zeitweise auch sein eigenes Label Granite Records. Er war als Vizepräsident der Country Music Association in Nashville aktiv und war Mitbegründer der Academy of Country Music in Hollywood. 1989 heiratete er erneut und veröffentlichte 1992 sein erstes Buch Everything You Always Wanted to Know About Songwriting but Didn’t Know Who to Ask, gefolgt von You Gotta Be Bad Before You Can Be Good, das erst nach seinem Tode veröffentlicht wurde.
In Stones letzten Jahren trat Stone oft auf Reunion-Konzerten des Hometown Jamborees auf und war Direktor von Gene Autrys Publishing-Firma. Stone starb 1998. Er war 1979 in die Country Music DJ Hall of Fame sowie 1989 in die Country Music Hall of Fame aufgenommen worden. Stones Sohn Curtis spielte einige Zeit in der Band Highway 101.

## Diskographie

### Singles
Chronologie der Singles ist nicht verifiziert.
| Jahr                      | Titel                                                                          | Anmerkungen                            |
| ------------------------- | ------------------------------------------------------------------------------ | -------------------------------------- |
| Capitol Records           |                                                                                |                                        |
|                           | Put Your Little Foot Right Out / Westphalia Waltz                              |                                        |
|                           | Fire Ball Mail / Blue Canadian Rockies                                         |                                        |
|                           | The Christmas Waltz / Here Comes Santa Claus                                   |                                        |
|                           | Tater Pie / With A Kiss                                                        |                                        |
|                           | Red Head Polka / Amen, Brother Ben                                             |                                        |
|                           | ? / Railroadin‘                                                                |                                        |
| 1951                      | Jump Rope Boogie / The Hokey Pokey                                             |                                        |
|                           | He’s A real Gone Oakie / So Long To The Red River Valley                       |                                        |
|                           | Cream of Kentucky / There’s A Gold Moon Shining                                |                                        |
|                           | Missouri Waltz / The Waltz You Saved for Me                                    |                                        |
|                           | Bored of Education / The Grunt Song                                            |                                        |
| 1951                      | Tennessee Central No.9 / China Doll                                            | mit Ferlin Husky                       |
|                           | Dead End Street / Carolina Waltz                                               |                                        |
|                           | Special Instructions for Square Dancing / Soldier’s Joy                        |                                        |
|                           | Cripple Creek / Sally Goodin’                                                  |                                        |
|                           | Golden Slippers / Ragtime Annie                                                |                                        |
|                           | Dirty Dishes / Everybody’s Sweetheart and Nobody’s Pal                         |                                        |
|                           | Listen To The Mocking Bird / When The Bloom is On The Sage                     |                                        |
|                           | The Last Roundup / Pretend                                                     |                                        |
|                           | The Bunny Hop / In A Shanty In An Old Shanty Town                              | mit den Hepcats                        |
|                           | Cattle Call / Rocky Mountain Express                                           |                                        |
| 1953                      | The One Rose / Steel Guitar Rag                                                | mit Speedy West                        |
| 1954                      | Please Please / Blue Moon of Kentucky                                          | mit den Hepcats (Gesang von Homer Esk) |
| 1955                      | The Popcorn Song / Barracuda                                                   | Gesang von Billy Strange & Speedy West |
|                           | If You Knew Suzie / Silver Stars, Purple Sage, Eyes of Blue                    |                                        |
|                           | Tiger Rag / My Pretty Girl                                                     |                                        |
|                           | Sugar Hill / T-N-Teasing Me                                                    |                                        |
|                           | Don’t Do It Darlin’ / B-One Baby                                               | mit seiner Barn Dance Gang             |
|                           | Red White and Blue (Over You) / Watch It, Neighbor                             | mit seiner Barn Dance Gang             |
| 1948                      | Peepin’ Through The Keyhole (Watching Jole Blon) / Wabash Blues                | mit seiner Barn Dance Gang             |
|                           | Spanish Bells / Westphalia Waltz                                               |                                        |
|                           | Sugar Pie / Put Your Little Foot Out                                           |                                        |
|                           | Roly Poly / ?                                                                  | mit seiner Barn Dance Gang             |
|                           | Moonlight On Colorado / The Waltz You Saved For Me                             |                                        |
|                           | I’m Forever Blowing Bubbles / Missouri Waltz                                   | mit seiner Barn Dance Gang             |
|                           | Let Me Call You Sweetheart / Silver Moon on the Golden Gate                    | mit seiner Barn Dance Gang             |
|                           | When It’s Springtime in the Rockies / Beautiful Ohio                           | mit seiner Barn Dance Gang             |
|                           | Leather Breeches; Turkey In The Straw / Tennessee Waggoner; Back Up and Push   |                                        |
|                           | Down Yonder; Buffalo Gals / Devil’s Dream; Old Joe Clark                       |                                        |
|                           | Skip To My Lou; The Arkansas Traveler / Cumberland Gap; The Fox and the Hounds |                                        |
|                           | Blackhawk Waltz / Put Your Little Foot Right Out                               |                                        |
|                           | Can I Canoe You Up The River / Just One Little Lie                             |                                        |
| 1950 (?)                  | Steel Strike / Twilight Time In Texas                                          | mit Speedy West                        |
|                           | The Dipsy Doodle / Rubber Knuckle Sam                                          |                                        |
| 1966                      | You’ve Got The Wrong Bottle / Just As I Am                                     | mit Cindy Carson                       |
| Capitol Americana Records |                                                                                |                                        |
|                           | Don’t Do It Darlin’ / B-One Baby                                               | Wiederveröffentlichung                 |
|                           | Sugar Pie / Put Your Little Foot                                               | Wiederveröffentlichung                 |
|                           | Roly Poly / ?                                                                  | Wiederveröffentlichung                 |

### Alben
Alle Alben wurden für Capitol eingespielt.
- 1955: Square Dance
- 1958: The Party’s On Me
- 1959: Cool Cowboy
- 1960: Square Dance Promenade
- 1961: Original Cowboy Sing-a-Long
- 1967: Together Again